# Coppa Italia 1988-1989 (calcio femminile)
L'edizione 1988-1989 è stata la diciassettesima edizione nella storia della Coppa Italia di calcio femminile. Il trofeo è stato vinto dal Giugliano, che nella finale in gara unica ha battuto ai tiri di rigore la Reggiana dopo il 2-2 dei minuti regolamentari.

## Semifinali
| Squadra 1            | Totale | Squadra 2 | Andata | Ritorno |
| -------------------- | ------ | --------- | ------ | ------- |
| Reggiana R. Zambelli | 6 - 4  | Torino    | 2 - 3  | 4 - 1   |
| Giugliano            | 4 - 3  | Lazio CF  | 2 - 1  | 2 - 2   |

## Finale
In gara unica, disputata lunedì 29 maggio a San Benedetto del Tronto.
| Squadra 1 | Risultato       | Squadra 2            |
| --------- | --------------- | -------------------- |
| Giugliano | 2 - 2 (6-5 dtr) | Reggiana R. Zambelli |